# Serie B 1984 (calcio femminile)
L'edizione 1984 è stata la quindicesima edizione del campionato F.I.G.C.F. di Serie B femminile italiana di calcio. Corrisponde al campionato 1983-1984 del calcio maschile.
Il campionato è iniziato il 7 febbraio 1984 ed è terminato il 15 luglio 1984 con assegnazione del titolo di campione di Serie B 1984 alla F.C.F. Elettrik Elcat Juve Piemonte di Torino.

## Stagione

### Novità
Il Pordenone e l'Oltrarno Firenze sono state ammesse in Serie A 1984 a completamento organico.
Variazioni prima dell'inizio del campionato:
cambio di denominazione e sede:
- da "Calcistica Carpigiani Rovarese" a "Calcistica Rovarese" di Albino,
- da "A.C.F. Borsettificio Katia Reggiana" ad "A.C.F. Reggiana" di Reggio nell'Emilia,
- da "A.C.F. Foggia" ad "A.C.F. Brina Foggia" di Foggia,
- da "A.C.F. Urbe Lazio" ad "A.C.F. Palombini Caffè Urbe Lazio" di Roma;

ammesse al campionato di Serie B 1984:
- "S.C.F. Alassio Cottodomus" di Alassio,
- "CO.FE.P. CILMAS Bologna C.F." di Bologna,
- "S.S. Fiamma Interclub" di Roma,
- "A.C.F. Libertas Frattese" di Frattamaggiore,
- "A.C.F. Modena" di Modena,
- "A.C.F. Nalco Italiana" di Cisterna di Latina,
- "A.C.F. Salernitana" di Salerno,
- "S.C.F. Sarno" di Sarno.

### Formula
Vi hanno partecipato 29 squadre divise in tre gironi. La prima classificata di ognuno dei tre gironi viene promossa in Serie A. Le ultime tre classificate di ognuno dei due gironi vengono relegate al campionato di Serie C (interregionale).

## Girone A

### Squadre partecipanti
| Club                                 | Città       | Stagione 1983          |
| ------------------------------------ | ----------- | ---------------------- |
| A.C.F. Centro Abbigliamento Biellese | Biella      | 3º posto in Serie B/A  |
| C.S. Castrezzato                     | Castrezzato | 4º posto in Serie B/A  |
| A.C.F. Derthona                      | Tortona     | in Serie C             |
| F.C.F. Elettrik Elcat Juve Piemonte  | Torino      | 1º posto in Serie C/A  |
| A.C.F. Ford Gratton Goriziana        | Gorizia     | 5º posto in Serie B/A  |
| A.C.F. Novese                        | Novi Ligure | 10º posto in Serie B/A |
| A.C.F. Pavia                         | Pavia       | 8º posto in Serie B/A  |
| S.S. Smalvic Fiamma Sarcedo          | Sarcedo     | 11º posto in Serie A   |
| A.C.F. Vicenza                       | Vicenza     | 9º posto in Serie B/A  |

### Classifica finale
|  | Pos. | Squadra                       | Pt | G  | V  | N | P | GF | GS | DR  |
|  | ---- | ----------------------------- | -- | -- | -- | - | - | -- | -- | --- |
|  | 1.   | Elettrik Elcat Juve Piemonte  | 27 | 16 | 12 | 3 | 1 | 45 | 15 | +30 |
|  | 2.   | Centro Abbigliamento Biellese | 20 | 16 | 8  | 4 | 4 | 25 | 22 | +3  |
|  | 3.   | Smalvic Fiamma Sarcedo        | 18 | 16 | 6  | 6 | 4 | 22 | 15 | +7  |
|  | 4.   | Castrezzato                   | 17 | 16 | 7  | 3 | 6 | 21 | 18 | +3  |
|  | 5.   | Derthona                      | 16 | 16 | 6  | 6 | 4 | 19 | 15 | +4  |
|  | 6.   | Ford Gratton Goriziana        | 11 | 16 | 5  | 2 | 9 | 16 | 23 | -7  |
|  | 6.   | Pavia                         | 11 | 16 | 3  | 5 | 8 | 9  | 23 | -14 |
|  | 6.   | Vicenza                       | 11 | 16 | 2  | 7 | 7 | 10 | 25 | -15 |
|  | 9.   | Novese                        | 9  | 16 | 1  | 8 | 7 | 10 | 21 | -11 |

Legenda:
      Promossa in Serie A
      Retrocessa in Serie C
Note:
Due punti a vittoria, uno a pareggio, zero a sconfitta.
Il Centro Abbigliamento Biellese e il Derthona hanno successivamente rinunciato al campionato ottenendo l'iscrizione al campionato di Serie C (interregionale).
La Novese è stata successivamente riammessa in Serie B alla compilazione dei quadri 1985.

## Girone B

### Squadre partecipanti
| Club                         | Città                 | Stagione 1983                |
| ---------------------------- | --------------------- | ---------------------------- |
| S.C.F. Alassio Cottodomus    | Alassio               | 11º posto in Serie B/A       |
| A.C.F. Aurora Casalpusterla  | Casalpusterlengo      | in Serie C lombarda          |
| CO.FE.P. CILMAS Bologna C.F. | Bologna               | in Serie C emiliana          |
| S.S. Fiamma Interclub        | Roma                  | in Serie C                   |
| A.C.F. Gorgonzola            | Gorgonzola            | 1º posto in Serie C lombarda |
| U.S.F. Milan Trezzano        | Trezzano sul Naviglio | 6º posto in Serie B/A        |
| A.C.F. Modena                | Modena                | 4º posto in Serie C/B        |
| A.C.F. Prato                 | Prato                 | 7º posto in Serie B/B        |
| A.C.F. Reggiana              | Reggio nell'Emilia    | 3º posto in Serie B/B        |
| Calcistica Rovarese          | Albino                | 6º posto in Serie B/A        |

### Classifica finale
|  | Pos. | Squadra                 | Pt | G  | V  | N | P  | GF | GS | DR  |
|  | ---- | ----------------------- | -- | -- | -- | - | -- | -- | -- | --- |
|  | 1.   | Gorgonzola              | 36 | 18 | 18 | 0 | 0  | 79 | 6  | +73 |
|  | 2.   | Prato                   | 26 | 18 | 11 | 4 | 3  | 34 | 22 | +12 |
|  | 3.   | Reggiana (-1)           | 25 | 18 | 12 | 2 | 4  | 41 | 18 | +23 |
|  | 4.   | Rovarese                | 22 | 18 | 9  | 4 | 5  | 28 | 21 | +7  |
|  | 5.   | Modena                  | 19 | 18 | 9  | 1 | 8  | 32 | 35 | -3  |
|  | 6.   | CO.FE.P. CILMAS Bologna | 16 | 18 | 6  | 4 | 8  | 26 | 29 | -3  |
|  | 7.   | Milan Trezzano (-1)     | 13 | 18 | 4  | 6 | 8  | 20 | 32 | -12 |
|  | 8.   | Aurora Casalpusterla    | 11 | 18 | 4  | 3 | 11 | 16 | 29 | -13 |
|  | 9.   | Alassio Cottodomus      | 8  | 18 | 3  | 2 | 13 | 25 | 47 | -22 |
|  | 10.  | Fiamma Interclub (-1)   | 1  | 18 | 0  | 2 | 16 | 8  | 70 | -62 |

Legenda:
      Promossa in Serie A
      Retrocessa in Serie C
Note:
Due punti a vittoria, uno a pareggio, zero a sconfitta.
La Reggiana, il Milan Trezzano e la Fiamma Interclub hanno scontato 1 punto di penalizzazione per una rinuncia.
La Rovarese ha, in seguito, cessato l'attività, dichiarandosi inattiva.
L'Aurora Casalpusterla ha successivamente rinunciato al campionato ottenendo l'iscrizione al campionato di Serie C (interregionale).
L'Alassio Cottodomus è stato successivamente riammesso in Serie B alla compilazione dei quadri 1985.

## Girone C

### Squadre partecipanti
| Club                                | Città              | Stagione 1983         |
| ----------------------------------- | ------------------ | --------------------- |
| A.C.F. Afragola                     | Afragola           | 7º posto in Serie B/B |
| A.C.F. Brina Foggia                 | Foggia             | 6º posto in Serie B/B |
| A.C.F. Crotone                      | Crotone            | in Serie C            |
| C.U.S. Napoli                       | Napoli             | in Serie C            |
| A.C.F. Felici Mobili Scaligeri Roma | Roma               | 4º posto in Serie B/B |
| A.C.F. Libertas Frattese            | Frattamaggiore     | in Serie C            |
| A.C.F. Nalco Italiana               | Cisterna di Latina | in Serie C            |
| A.C.F. Palombini Caffè Urbe Lazio   | Roma               | 5º posto in Serie B/B |
| A.C.F. Salernitana                  | Salerno            | in Serie C            |
| S.C.F. Sarno                        | Sarno              | in Serie C            |

### Classifica finale
|  | Pos. | Squadra                      | Pt | G  | V  | N | P  | GF | GS | DR  |
|  | ---- | ---------------------------- | -- | -- | -- | - | -- | -- | -- | --- |
|  | 1.   | Brina Foggia                 | 31 | 18 | 13 | 5 | 0  | 41 | 15 | +26 |
|  | 2.   | Afragola                     | 26 | 18 | 9  | 8 | 1  | 36 | 12 | +24 |
|  | 3.   | C.U.S. Napoli                | 25 | 18 | 10 | 5 | 3  | 30 | 14 | +16 |
|  | 4.   | Felici Mobili Scaligeri Roma | 24 | 18 | 10 | 4 | 4  | 31 | 13 | +18 |
|  | 5.   | Palombini Caffè Urbe Lazio   | 21 | 18 | 8  | 5 | 5  | 28 | 16 | +12 |
|  | 6.   | Crotone (-1)                 | 13 | 18 | 5  | 4 | 9  | 18 | 23 | -5  |
|  | 6.   | Sarno                        | 13 | 18 | 5  | 3 | 10 | 14 | 2  | +12 |
|  | 8.   | Salernitana                  | 11 | 18 | 4  | 3 | 11 | 19 | 38 | -19 |
|  | 9.   | Nalco Italiana               | 10 | 18 | 2  | 6 | 10 | 14 | 46 | -32 |
|  | 10.  | Libertas Frattese            | 5  | 18 | 0  | 5 | 13 | 16 | 47 | -31 |

Legenda:
      Promossa in Serie A
      Retrocessa in Serie C
Note:
Due punti a vittoria, uno a pareggio, zero a sconfitta.
Il Crotone ha scontato 1 punto di penalizzazione per una rinuncia.
L'Afragola ha, in seguito, rinunciato al campionato mantenendo il vincolo delle giocatrici per un anno.
Il Crotone e il Sarno hanno successivamente rinunciato al campionato dichiarandosi inattive.
La Libertas Frattese è stato successivamente riammesso in Serie B alla compilazione dei quadri 1985.

## Finale per il titolo
Alla finale per il titolo hanno partecipato le vincitrici dei tre gironi, l'Elettrik Elcat Juve Piemonte per il girone A, il Gorgonzola per il girone B e il Brina Foggia per il girone C. Il titolo è stato vinto dall'Elettrik Elcat Juve Piemonte.

## Verdetti finali
- Elettrik Elcat Juve Piemonte, Gorgonzola e Brina Foggia promosse in Serie A.
- Vicenza, Novese, Alassio Cottodomus, Fiamma Inter Club, Nalco Italiana e Libertas Frattese retrocesse al campionato di Serie C (interregionale).